# Zahořany u Mníšku pod Brdy

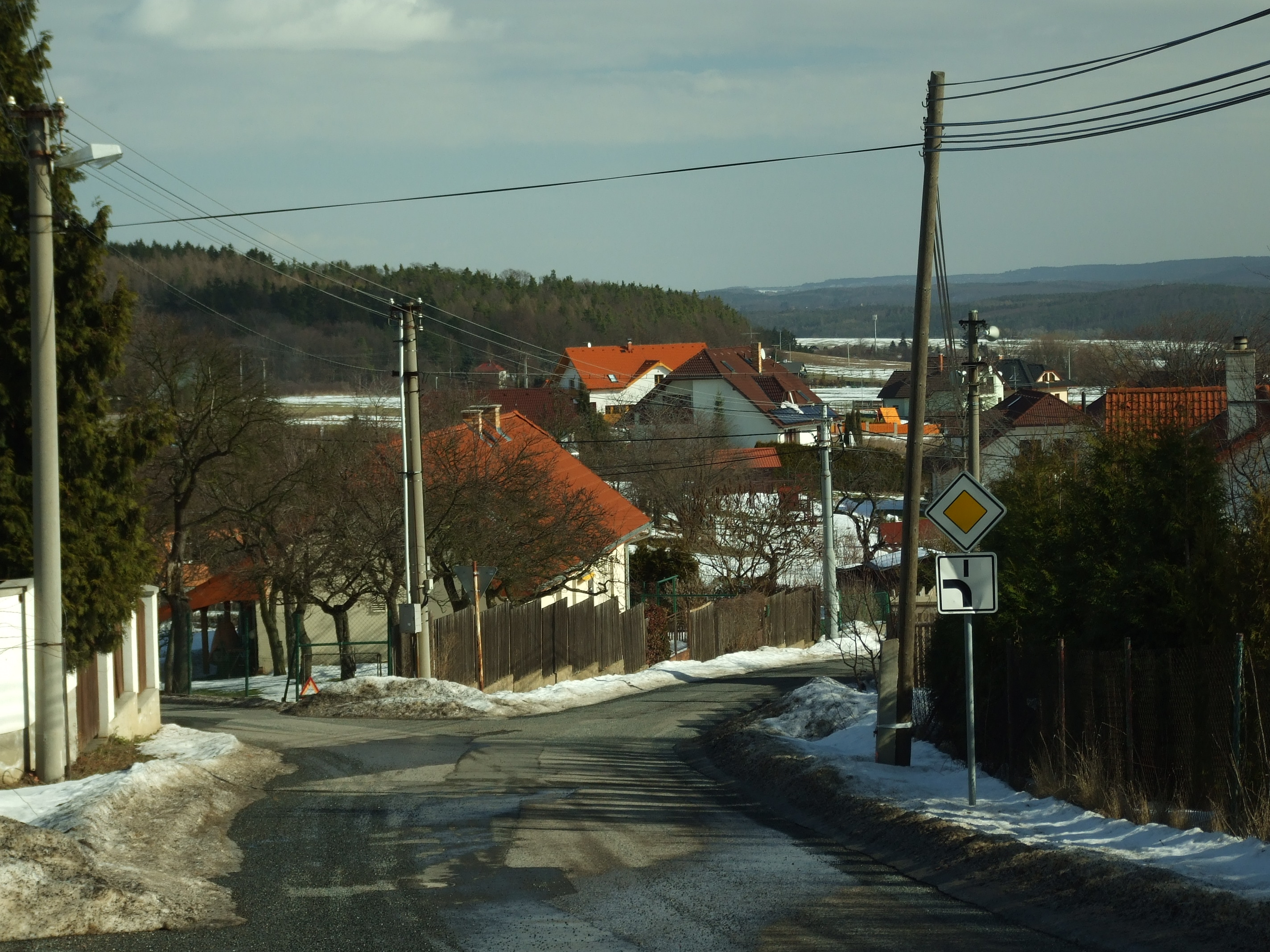
Ortsansicht

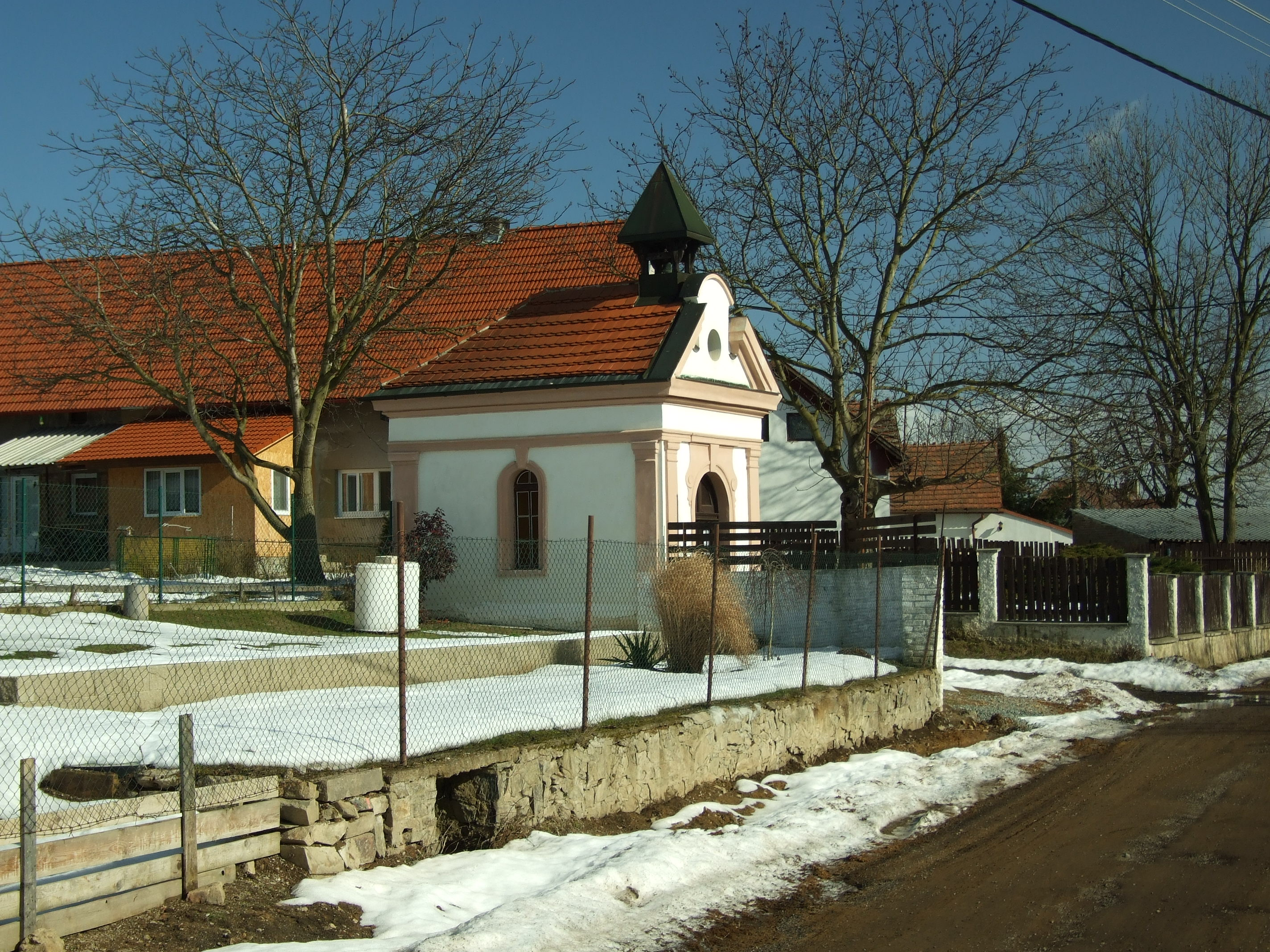
Kapelle

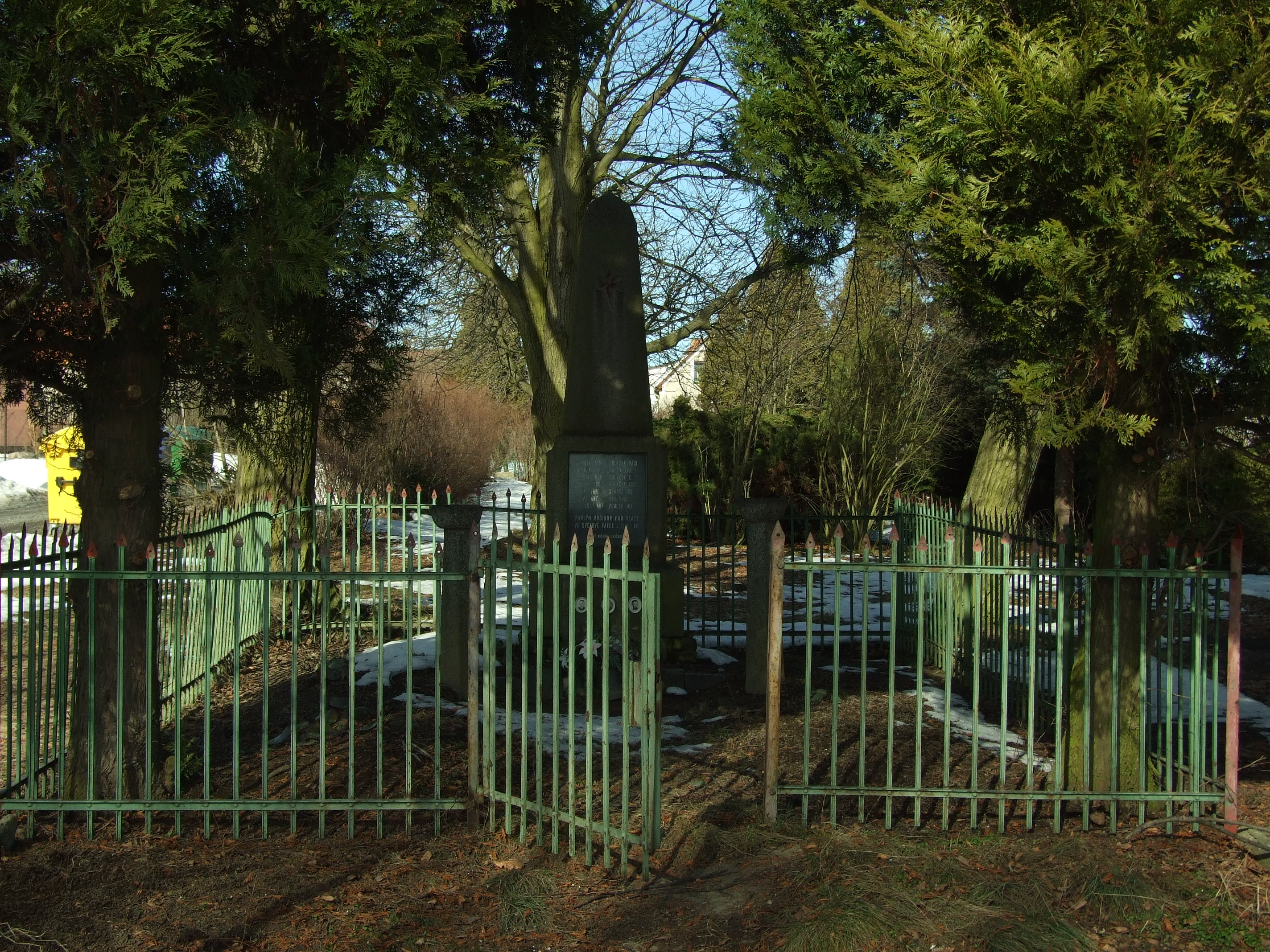
Gedenkstein für die Gefallenen

Zahořany (deutsch Sahorschan) ist eine Gemeinde in Tschechien. Sie liegt vier Kilometer südöstlich von Mníšek pod Brdy und gehört zum Okres Praha-západ.

## Geographie
Zahořany befindet sich im Bojovský hřbet (Bojower Kamm), einem Teil der Dobříšská pahorkatina (Dobrischer Hügelland), am Oberlauf des Baches Zahořanský potok. Nördlich erhebt sich die Hora (448 m n.m.), im Osten die Plavecká (446 m n.m.), der Malý Budín (442 m n.m.) und der Horní vrch (439 m n.m.), südlich der Pleš (490 m n.m.) sowie westlich der Na Včelníku (491 m n.m.). Im Norden verläuft die Bahnstrecke Dobříš–Praha-Modřany, der nächste Haltepunkt ist in Rymaně. Westlich des Dorfes befindet sich das Areal der ehemaligen 16. Flugabwehrraketenstation Včelník.
Nachbarorte sind Rymaně im Norden, Čisovice im Nordosten, Bojanovice, Masečín und Bratřínov im Osten, Borecký und Malá Lečice im Südosten, Senešnice und Na Pleši im Süden, Nová Ves pod Pleší und Včelník im Südwesten sowie Horní Rymaně im Nordwesten. 

## Geschichte
Die erste schriftliche Erwähnung des in den böhmischen Kammerwäldern gelegenen Dorfes erfolgte im Jahre 1348. Zahořany unterstand dem Richter und Rat des königlichen Städtchens Mníšek. Die Bewohner lebten von der Landwirtschaft, dem Handwerk, der Mälzerei, der Forstarbeit bzw. dem Bergbau. Die Aufsicht über den Bergbau führte der königliche Bergmeister in Knin; die Kniner Goldlagerstätte erstreckt sich von Čisovice über Zahořany, Rymaně, den Pleš, Bratřínov, Malá Lečice, Velká Lečice, Knín, Sudovice, Kozí Hory, Libčice bis nach Mokrsko. Westlich von Zahořany verlief mit der Passauer Straße ein bedeutender Handelsweg. Ab 1352 gehörte das Dorf zum neugebildeten Podbrder Kreis. 
Nachdem die tiefen Wälder der Hřebeny zunehmend zum Schlupfwinkel für Räuber geworden waren, belehnte König Wenzel IV. am 29. November 1409 den Žebráker Burggrafen Johann von Leßkow (Jan z Lestkova) mit den bis dato zur königlichen Burg Vargač untertänigen Städtchen Mníšek, einschließlich des Gutes Stříbrná Lhota, zwei kleinen Meierhöfen in Tisovice und Bojov, einem Anteil von Zahořany sowie dem Jagd- und Einschlagrecht in den Dobřischer Wäldern. Zugleich erteilte er dem Besitzer der neuen Herrschaft Mníšek zur Unterbindung des Räuberunwesens die Halsgerichtsbarkeit. Der Goldbergbau kam während der Hussitenkriege zum Erliegen. König Sigismund bestätigte 1437 Předbor Řepnický von Řepnice, dem die Herrschaft seit den 1420er Jahren gehörte, den Besitz. Peter Řepnický von Řepnice verkaufte Mníšek 1487 an Johann Wratislaw von Mitrowitz, der sich die Herrschaft im Jahre 1503 bei König Vladislav Jagiello auch erblich sichern konnte. 1547 kaufte Wenzel Wratislaw von Mitrowitz auch die Rechte an den Mníšeker und Dobřischer Wäldern. Während des Dreißigjährigen Krieges wurde die Gegend von marodierenden Söldnern heimgesucht. Die 1639 auf der Passauer Straße durchziehenden Truppen des schwedischen Feldmarschalls Banér plünderten die umliegenden Ortschaften aus und brannten sie dann nieder.
In der berní rula von 1654 sind für Zahořany zehn bewirtschaftete Anwesen und eine wüste Chaluppe aufgeführt. Die Brüder Friedrich und Wenzel Euseb Wratislaw von Mitrowitz verkauften die ruinierte Herrschaft Mníšek 1655 für 50.000 Gulden an den Prager Bürger und Gerber Servatius Engel von Engelfluß, der während des Krieges durch Aufträge zur Versorgung des Wallensteinischen Heeres zu Reichtum gelangt war und für seine Verdienste bei der Verteidigung der Karlsbrücke gegen die Schweden geadelt worden war. Engel von Engelfluß vereinigte die Herrschaft Mnischek mit den Lehngütern Chrastitz und Čisowitz, und erhob sie am 1. August 1661 zum Familienfideikommiss. 1670 wurde er in den Freiherrenstand erhoben. Nachfolgender Besitzer wurde sein Sohn Servatius Ignaz Engel von Engelfluß, dem dessen Sohn Ignaz Karl folgte. Ignaz Karl Engel von Engelfluß verstarb 1743 ohne Nachkommen, die Fideikommissherrschaft Mnischek fiel seiner Schwester Maria Victoria, verwitwete Freiin Unwerth zu. Im Jahre 1744 wurde Zahořany von durchziehenden preußischen Truppen ausgeplündert. Nachfolgender Besitzer war Maria Victorias Sohn Ignaz Freiherr von Unwerth, der 1764 in den Grafenstand erhoben wurde. Ab 1769 gehörte die Herrschaft Mnischek Johann Nepomuk Graf Unwerth, der kinderlos blieb. Nach dessen Tode fiel die Herrschaft seinem jüngeren Bruder Joseph zu, der 1822 ebenfalls ohne Nachkommen verstarb. Erbe der Herrschaft wurde Ignaz Graf Unwerth, mit dessen Tode erlosch am 29. April 1829 das Geschlecht der Grafen von Unwerth. Wegen eines Rechtsstreits um das Erbe stand die Herrschaft danach neun Jahre unter landtäfliger Verwaltung. Zahořany wurde in dieser Zeit vom Fideikommiss abgetrennt und an die Besitzer der benachbarten Herrschaft Dobřisch, die Fürsten Colloredo-Mannsfeld veräußert. Im Jahre 1846 bestand Zahořan aus 42 Häusern mit 268 Einwohnern, davon gehörten drei Häuser zum Lehngut Čisowitz. Pfarrort war Mnischek. Bis zur Mitte des 19. Jahrhunderts blieb Zahořan der Herrschaft Dobřisch untertänig. 
Nach der Aufhebung der Patrimonialherrschaften bildete Zahořany / Zahorzan ab 1850 mit dem Ortsteil Rymaně eine Gemeinde im Gerichtsbezirk Dobříš. Ab 1868 gehörte die Gemeinde zum Bezirk Příbram. Am 22. September 1897 wurde der Verkehr auf der Bahnstrecke Dobříš–Praha-Modřany aufgenommen. Im Jahre 1932 lebten in der Gemeinde Zahořany einschließlich des Ortsteils Rymaně 490 Personen. Ab 1949 gehörte Zahořany zum neugebildeten Okres Dobříš. Nach dessen Aufhebung wurde Zahořany 1960 wieder Teil des Okres Příbram, zugleich erfolgte die Eingemeindung nach Mníšek pod Brdy. Seit 1974 gehört das Dorf zum Okres Praha-západ. Zu Beginn der 1970er Jahre entstand in den Wäldern westlich von Zahořany die 16. Flugabwehrraketenstellung Včelník, sie war von 1973 bis 1985 Teil der 71. Flugabwehrraketenabteilung zur Verteidigung des Prager Luftraums und mit S-125-Raketen ausgerüstet. Am 24. November 1990 löste sich Zahořany von Mníšek pod Brdy los und wurde wieder eigenständig. Seit 1997 nutzt die Gemeinnützige Gesellschaft "Magdaléna o.p.s." die ehemalige Raketenstellung Včelník als Sitz und Suchttherapiezentrum. Die Gemeinde Zahořany führt seit 2012 ein Wappen und Banner.

## Gemeindegliederung
Für die Gemeinde Zahořany sind keine Ortsteile ausgewiesen. 

## Sehenswürdigkeiten
- Kapelle
- Gedenkstein für die Gefallenen des Ersten Weltkrieges
- Denkmal des hl. Wenzel am Pleš